# Santa Maria de Pinós
Santa Maria de Pinós o Santuari de Pinós o Mare de Déu de Pinós és una església del municipi de Pinós al (Solsonès) inclosa a l'Inventari del Patrimoni Arquitectònic de Catalunya.

## Situació
Es troba a la carena de la serra de Pinós, molt a prop del seu punt culminant, considerat el Centre geogràfic de Catalunya. S'hi puja des d'Ardèvol per una carretera asfaltada de 3 km. o bé, pel sud, des del nucli de Pinós, en 1,6 km. A la plaça davant l'església hi ha la Creu de Terme i en un lateral l'Hostal del Santuari.

## Descripció

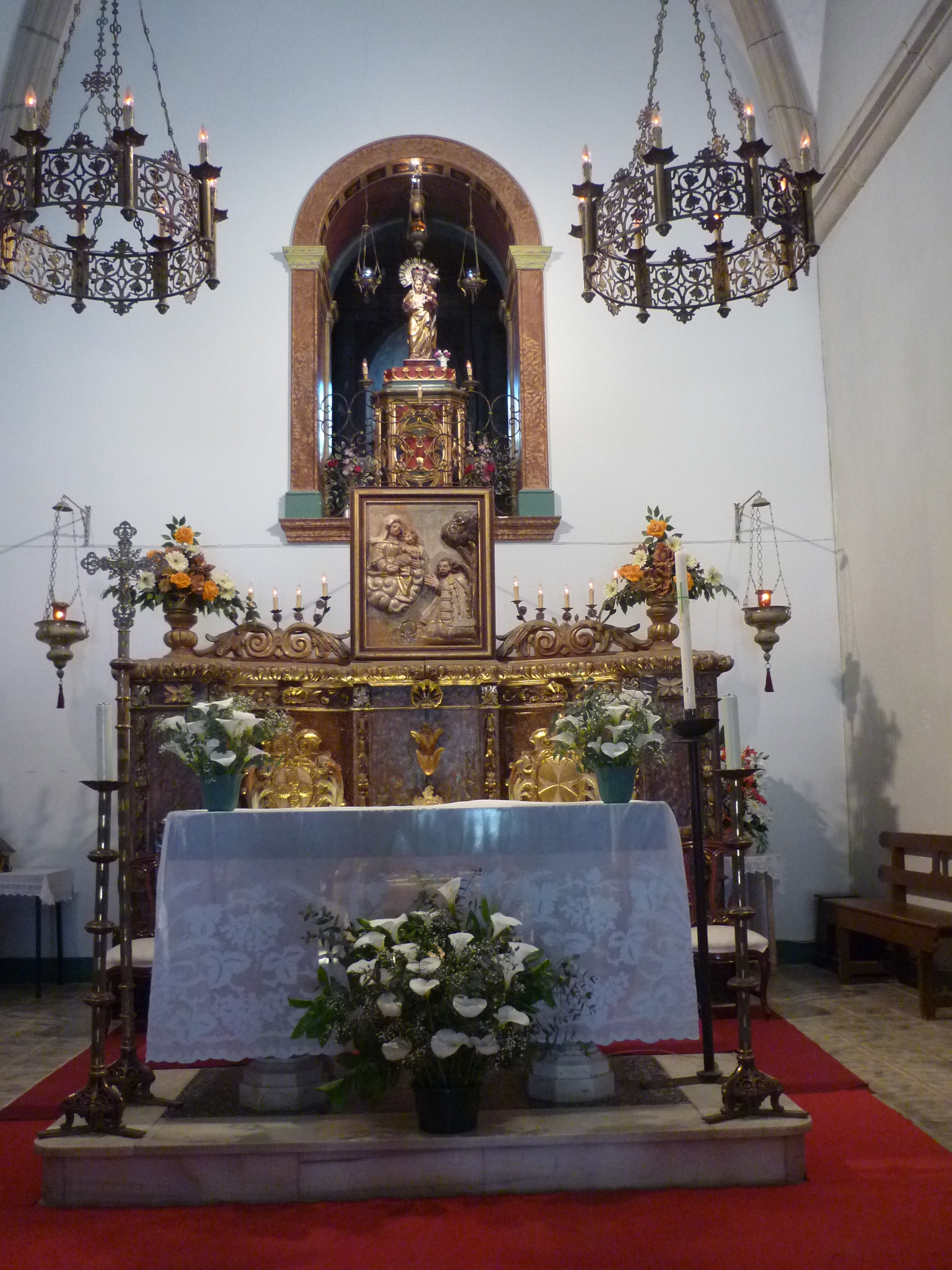
Interior del temple

Santuari de planta rectangular cobert de doble vessant i amb el carener paral·lel a la façana principal. El portal, al bell mig de l'austera façana, repeteix la fórmula del frontó triangular sostingut per dues columnes estriades amb capitells dòrics sobre massisses pilastres. Un òcul il·lumina l'interior de l'església i dos parells de finestres rectangulars a banda i banda de la porta són les úniques obertures de l'edifici. Al costat llevant de l'església santuari hi ha el gran edifici de l'hostaleria i les dependències annexes.
Al cambril hi ha la talla policromada de la Mare de Déu de Pinós, barroca. Formava part d'un retaule que es va perdre l'any 1939. A sobre l'altar també es pot observar un fragment del retaule barroc amb l'escena de la trobada de la Verge.

## Història
Centre de devoció comarcal s'alça a més de 904 metres d'altitud, dominant una magnífica panoràmica. El Santuari fou edificat l'any 1312 pels hospitalers. L'any 1505 en Bernat Casas, veí i pagès de Matamargó, quan feia camí cap a Biosca va parar a resar i en aquell moment se li va aparèixer la Verge i li va preguntar com anava la pesta que hi havia per tota la comarca des de feia temps i finalment li va dir que feia anys que s´havia perdut la devoció a la Verge i li manà que fes construir una Església per lloar Déu i la seva mare. Confirmat el fet de l'aparició pel Tribunal eclesiàstic s´hi va construir una nova església que no es correspon amb l'actual, que és posterior. El santuari surt esmentat en testaments del segle xiv i al XVI la devoció popular va prendre tanta volada que l'administrador Mn. Arcís Garriga sol·licità a Elisabet de Josa, senyora de la baronia, ajudes per la construcció de l'hostal i la casa. El comanador de Cervera, l'Ametlla i Puig-reig nomenava sempre el prior d'aquest santuari. És un dels molts llocs de Catalunya on la Verge recull l'advocació de Verge trobada.